# Fays-la-Chapelle
 Fays-la-Chapelle  là một xã ở tỉnh Aube, thuộc vùng Grand Est ở phía bắc miền trung nước Pháp.